# Chaumergy
Chaumergy je naselje in občina v vzhodnem francoskem departmaju Jura regije Franche-Comté. Leta 2009 je naselje imelo 474 prebivalcev.

## Geografija
Kraj leži v pokrajini Bresse ob reki Brenne, 82 km severno od Bourg-en-Bressa in 73 km jugozahodno od Besançona.

## Uprava
Chaumergy je sedež istoimenskega kantona, v katerega so poleg njegove vključene še občine Bois-de-Gand, La Chassagne, La Chaux-en-Bresse, Chêne-Sec, Commenailles, Les Deux-Fays, Foulenay, Francheville, Froideville, Recanoz, Rye, Sergenaux, Sergenon, Le Villey in Vincent z 2.550 prebivalci (v letu 2009).
Kanton Chaumergy je sestavni del okrožja Lons-le-Saunier.

## Zanimivosti
- cerkev sv. Mavricija;